# Rubén Peucelle
Rubén Ovidio Piuselli, más conocido como Rubén Peucelle y "El Ancho" Peucelle (Arribeños, 2 de septiembre de 1932 - Buenos Aires, 8 de septiembre de 2014), fue un luchador profesional y actor argentino. Comenzó su carrera en un programa de lucha libre que originalmente competía con el clásico televisivo Titanes en el Ring. Luego fue contratado por Martín Karadagián para integrarse a la troupe de Titanes... y rápidamente se convirtió, junto a Karadagián, en el más querido de los luchadores clásicos del programa, siendo uno de los pocos luchadores que no usaba máscara ni tenía un personaje de fantasía, siendo además el protagonista y héroe principal en encarnaciones posteriores del formato creado por Titanes en el ring. Es ampliamente considerado como un ídolo popular argentino y un símbolo de la lucha libre en su país.

## Biografía
Conocido también como El Ancho Peuchele o Hércules Peuchele/Peucelle, Rubén Piuselli comenzó a trabajar a los 12 años, luego de dejar los estudios apenas completó la primaria, y cargando medias reses para su padre, un distribuidor de carne. Cuando aún no había cumplido los 16 años, Rubén se fue de su casa. Luego de un período trabajando como estibador en el Puerto de Buenos Aires, tuvo varios trabajos hasta que llegó al mundo de la lucha libre en River Plate. Al principio no lo sedujo demasiado y continuó con su afición por el levantamiento de pesas, donde compitió con éxito: en 1952, con la malla del club Comunicaciones, se consagró campeón argentino con récord de envión (145 kg.) y de arranque (112 kg.). Pero a principios de la década del '60, un empresario y luchador profesional mexicano llamado Wolf Ruvinskis lo contrató para un espectáculo de catch que se llamó Lucha Libre Profesional, el cual se transmitía por Canal 13. Lucha Libre Profesional comenzó a transmitirse en 1962, y era la competencia de Titanes en el ring, el similar programa de lucha que en el Canal 9 llevaba adelante Martín Karadagián (1922-1991). Allí lo presentaron como “Hércules Peucelle” y le pusieron como apodo “El Ancho del 13”, para resaltar su pertenencia al programa de ese canal y evitar cualquier confusión con el del Canal 9.
Rápidamente, al año siguiente Karadagián lo contrató para Titanes en el Ring y lo declaró “Campeón Argentino”. Su primera lucha oficial en el programa fue el 12 de mayo de 1963 frente a Benito Durante. Desde entonces —con algunas interrupciones— fue una de las figuras más taquilleras de la troupe del programa hasta el 25 de diciembre de 1983, cuando tuvo su combate final peleando con el villano Gengis Khan, el Mongol. Además del Campeón Argentino, encarnó a dos personajes con máscara: El Hombre de la Laguna y La Momia Negra. Dentro del traje de villano, Peucelle afirmó que la pasaba aún mejor que en su personaje de héroe: "Era la desinhibición total: robaba carteras a las mujeres, me metía con el público, les sacaba los zapatos... La gente se volvía loca y yo me divertía como no podía hacerlo de bueno, a cara limpia", según le contó a Daniel Roncoli para su libro El Gran Martín (Editorial Planeta), el cual es considerado como una verdadera «Biblia de los Titanes».
Posteriormente apareció en el programa Lucha fuerte, de 1988, donde reemplazaba a Karadagián como protagonista. De allí, y hasta que el catch/lucha libre terminó quedando fuera de las pantallas argentinas, Peucelle fue la gran figura simbólica de Titanes en actividad, siempre apareciendo en reportajes, parodias u homenajes relacionados al clásico programa. Su última lucha fue en 2005, tras lo cual se retiró. Regresó al ámbito al convertirse en el mánager general de la troupe del programa 100% Lucha, entre 2006 y 2010. Además participó en el programa como jurado, en lo que serían sus últimas apariciones en el mundo de la lucha televisada.
Su personaje alcanzó tan alto nivel de popularidad que se comercializaron en diferentes puntos del país muñecos con su figura, como los que aparecieron en los Chocolates Jack.
Falleció a los 81 años el 8 de septiembre de 2014, debido a un paro cardiorrespiratorio; primero se afirmó que sufrió el mismo luego de haber vuelto a su hogar tras pasear a sus perros, Pero en 2024 su viuda y su hijo confirmaron que eso no era cierto, y que si bien Rubén Peucelle falleció efectivamente de un infarto, fue mientras dormía solo en una casilla del balneario El Ancla, de Olivos, donde solía pasar los días desde joven.

## Filmografía
- 1963: Rata de puerto
- 1984: Titanes en el ring contraataca, Dirigida por Máximo Berrondo, protagonizada por Julio de Grazia, Marita Ballesteros, Rubén Piuselli, Martín Karadagián (cuya voz chillona fue doblada por un locutor) y Osvaldo Tesser.
- 1999: Alma mía
- 2006-2010: 100% lucha, 8 temporadas haciendo de sí mismo
- 2008: 100% Lucha, la película, haciendo de sí mismo
- 2009: 100% Lucha, el amo de los clones, haciendo de sí mismo
- 2012: Martin Mosca (web serie) participó en el capítulo 7 haciendo de sí mismo.

## Canciones de presentación
En Titanes en el ring era habitual que los luchadores ingresaran al cuadrilátero con una canción personal.
El Ancho tuvo tres canciones en Titanes y otra en Lucha fuerte.
La primera canción en Titanes en el Ring era la siguiente:
El campeón nacional, es un bravo varón, es un hombre de honor, con un gran corazón.
Es el Hércules argentino, también lo llaman «el Ancho»,
es varón muy noble y sencillo, y a nadie le cede un tranco.
Cuando sale a luchar se parece a un ciclón, el que quiera ganar
dejará el corazón. ¡Y a la voz de ahura, arriba Rubén, arriba el campeón!

La única canción en Lucha fuerte era:
Aquí está, Rubén Piuselli, es el ancho más famoso de la tele.
Aquí está, igual que siempre, el gran campeón, el más querido por la gente.
Aquí está, junto a los niños, brindándoles su corazón y su cariño.
Aquí está, como un ejemplo, de lo importante que es cuidar a nuestro cuerpo.

## Televisión
- 1962: Lucha libre.
- 1963: Titanes en el ring.
- 1988: Lucha fuerte
- 2006 a 2010: 100% Lucha (jurado).